# バレンツ島

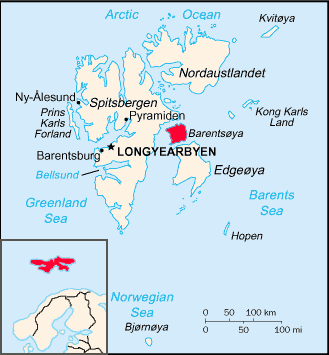
バレンツ島の位置

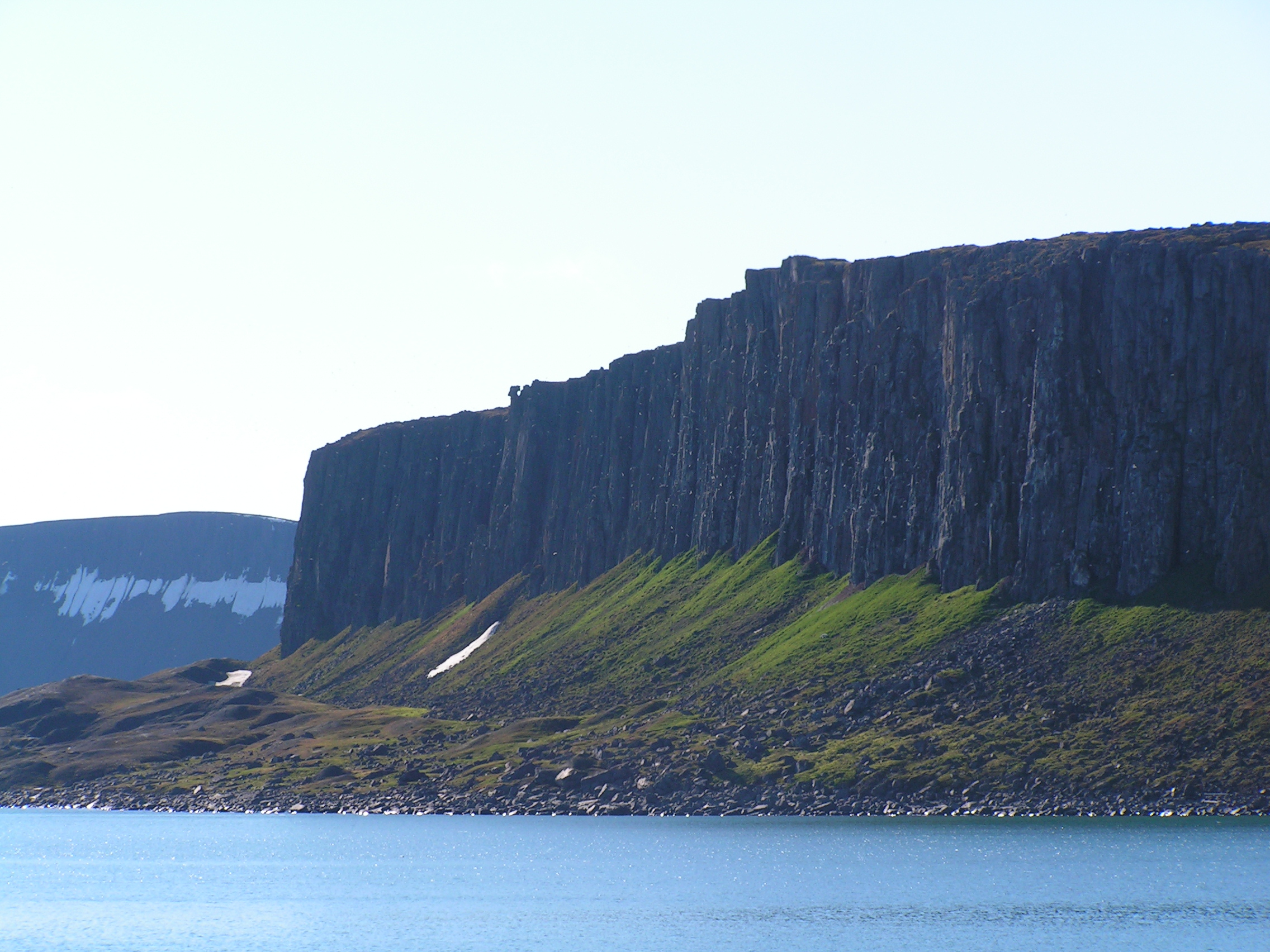
ドルシュト湾(Dorstbukta)の景観

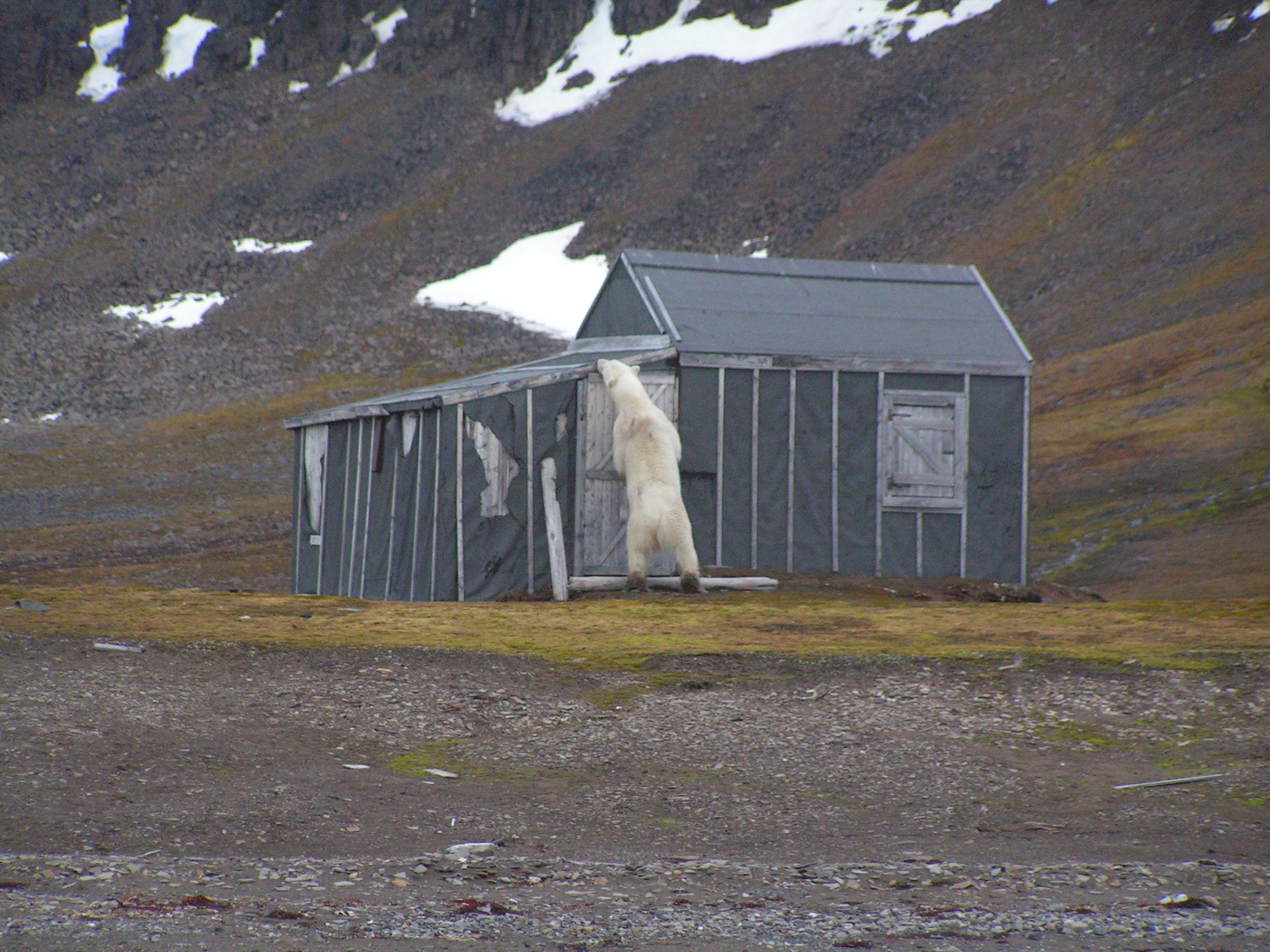
フランス半島(Frankenhalvøya)の狩猟小屋とホッキョクグマ

バレンツ島（バレンツとう、ノルウェー語: Barentsøya）は、ノルウェーのスヴァールバル諸島にある無人島である。スピッツベルゲン島とエッジ島に挟まれており、面積は1288 km2でスヴァールバル諸島で4番目に大きい。島の名はオランダ人探検家ウィレム・バレンツにちなむが、彼自身はこの島を目にしていない。

## 地理
北西側スピッツベルゲン島との間にはキューケンタル島(Kükenthaløya)が、南西側エッジ島との間にはフリーマン海峡(Freemansundet)がある。キューケンタル島のスピッツベルゲン島側はヘレー海峡(Heleysundet)、バレンツ島側をOrmholet（「虫食い穴」の意）といい、どちらも非常に潮流が速い。
垂直に切り立ったドレライトの柱状節理が特徴的である。最高点は東部のシュワインフルト山（Schweinfurthberget、標高590m）であり、一帯は面積558 km²におよぶバレンツ氷帽(Barentsjøkulen)が覆っている。バレンツ氷帽にはヘンリック・イプセンのペール・ギュントにちなんだ名称の付いた場所がいくつかある。4つの氷河に分かれて海へ注いでおり、なかでもフリーマン氷河(Freemanbreen)は1956年にフリーマン海峡に突発的に流入して注目を集めた。

## 歴史
17世紀末の地図にバレンツ島に相当する海岸線が描かれているが、長い間スピッツベルゲン島から突き出た半島だと考えられていた。1858年にノルウェー人狩猟者によって海峡が発見され、島であることがわかった。

## 生態系
エッジ島とともにホッキョクグマの繁殖地として重要であり、1973年に南東スヴァールバル自然保護区に指定された。ほかにトナカイが450頭ほど生息しているほか、ホッキョクギツネもたくさんいる。
ミツユビカモメは南東スヴァールバル自然保護区の代表的な海鳥であり、バレンツ島にも大規模な営巣地がある。ほかにカオジロガン、シロカモメ、ハジロウミバト、アビなどがいる。
バレンツ島北部にホッキョクイワナのいる湖があるが、釣りは禁止されている。